# Jervandasjat
Jervandasjat (Armeens: Երվանդաշատ, Ervandašat) was een van de dertien historische hoofdsteden van Armenië. Het deed dienst als hoofdstad van 200 tot 176 v. Chr., onder de heerschappij van de Orontiden en in de eerste jaren van hun opvolgers, de Artaxiaden.

## Geschiedenis
Rond 210 v. Chr. stichtte de laatste Orontidische koning van Armenië, Orontes IV (of Jervand IV), een nieuwe stad op de linkeroever van de Araxes, dicht bij de samenvloeiing met de Achoerjan. Hij maakte deze stad tot zijn hoofdstad – de derde hoofdstad in de geschiedenis van Armenië – en gaf ze zijn naam. De vorige hoofdstad, Armavir, was drooggelegd door veranderingen in de loop van de Araxes. Tegelijk met deze nieuwe politieke hoofdstad, die hij Jervandasjat noemde, stichtte Orontes IV een religieuze hoofdstad in het nabijgelegen Bagaran. Beide steden lagen in de historische provincie Ajrarat.
Volgens de beschrijving van Movses Chorenatsi was Jervandasjat gelegen op een heuvel en voorzien van hoge wallen. Verder liet Orontes IV kanalen vanuit de Araxes graven om zijn stad van water te voorzien. Mettertijd groeide Jervandasjat uit tot een welvarende stad en een van de belangrijkste centra in Armenië, met in de 4e eeuw wel 50.000 inwoners. Deze bloeiperiode eindigde abrupt toen de Perzische keizer Sjapoer II in 366 de stad met de grond gelijk maakte.

## Overblijfselen
Van de antieke stad zijn nog slechts enkele moeilijk zichtbare ruïnes overgebleven. Met name restanten van de stadswallen en verschillende gebouwen, de ruïnes van twee middeleeuwse kerken, kruisstenen en enkele lithografische inscripties zijn nog te zien.